# Sandro Cardoso dos Santos
Sandro Cardoso dos Santos (født 22. marts 1980) er en tidligere brasiliansk fodboldspiller.